# Советский заказник
Заказник Советский — действующий биологический памятник природы, расположенный в Шатойском районе Чечни на северном макросклоне Большого Кавказа. Создан 11 июня 1986 года Приказом Главохоты РСФСР № 234. С 1993 по 2000 годы не функционировал. В 2001 году деятельность была возобновлена.
С 2017 года имеет статус государственный природный заказник регионального значения «Советский» (до 2017 года имел статус «государственного значения»).
Площадь заказника составляет 100 500 га.
Имеет статус особо охраняемой природной территории федерального значения.

## Флора и фауна
Растительный мир заказника включает такие виды, как граб, ясень обыкновенный, липа, черешня, дуб, клён, ольха, бузина чёрная, смородина, жимолость кавказская, лещина, мушмула, калина. На территории заказника произрастает более 13 видов редких растений: криптограмма курчавая, скумпия кожевенная, адокса мускусная, берёза Радде и др. В заказнике обитают краснокнижные виды животных: бурый ушан, барсук, переднеазиатский леопард, бурый медведь, безоаровый козёл и др.